# Öffentliche Liste über die Registrierung von Verbänden und deren Vertretern
Die öffentliche Liste über die Registrierung von Verbänden und deren Vertretern, auch kurz Lobbyliste, war eine vom Bundestagspräsidenten geführte Liste von Interessenverbänden, die beim Deutschen Bundestag registriert waren. Im Sommer 2020 beschloss der Bundestag die Einführung des Lobbyregisters für die Interessenvertretung gegenüber dem Deutschen Bundestag und der Bundesregierung. Dieses löste die Lobbyliste zum 1. Januar 2022 ab.

## Geschichte
Die Lobbyliste wurde per Beschluss des Bundestages am 21. September 1972 eingeführt.
Grundlage ist die Anlage 2 der Geschäftsordnung des Deutschen Bundestages. Dort heißt:
„Der Präsident des Bundestages führt eine öffentliche Liste, in der alle Verbände, die Interessen gegenüber dem Bundestag oder der Bundesregierung vertreten, eingetragen werden.“
Aus dem Eintrag in die Lobbyliste leitete sich die Möglichkeit – aber nicht das Recht – ab, an Anhörungen bei Gesetzgebungsverfahren teilzunehmen und Hausausweise des Bundestages zu erhalten. Nach einer erfolgreichen Klage von abgeordnetenwatch.de und dem Tagesspiegel stoppte im Februar 2016 der Ältestenrat die vorherige Möglichkeit, ohne Registrierung auf der Liste und lediglich mit der Unterschrift eines parlamentarischen Geschäftsführers einer Fraktion einen Hausausweis zu erhalten. Ebenso wurde die Zahl der Hausausweise pro Registrierung auf zwei reduziert.
Eine Regelung, wonach ein Eintrag Voraussetzung für den Besuch einer Bundestagsanhörung war, ist jedoch durch eine Auslegungsentscheidung des Ausschusses für Wahlprüfung, Immunität und Geschäftsordnung, vom 18. Oktober 1979 ausgesetzt.
Die Anzahl der Einträge wuchs bis Dezember 2009, als über 2150 Verbände registriert waren. Nach einem leichten Abwärtstrend stieg die Gesamtzahl wieder auf 2161 (Stand: 29. August 2013). Mit Stand 30. April 2020 waren 2317 Verbände registriert. Die Liste wurde seit 1972 geführt und einmal jährlich im Bundesanzeiger, seit 2012 ausschließlich online, veröffentlicht. Seit dem Inkrafttreten des „Lobbyregisters“ am 1. Januar 2022 wird diese Liste nicht mehr gepflegt. Die Eintragungen in der öffentlichen Liste waren noch bis zum 1. März 2022 gültig.

## Kritik
Aus verschiedenen Gründen wird der Liste nicht zugesprochen, eine Transparenz über die tatsächlichen Umfänge und Strukturen des Lobbyismus auf Bundesebene zu ermöglichen.
Der Eintrag in diese Liste freiwillig. Dabei werden nur überregionale Verbände aufgenommen. Einzelpersonen, Einzelunternehmen oder regionale Organisationen finden keine Berücksichtigung. Auch Körperschaften, Stiftungen und Anstalten des öffentlichen Rechts und deren Dachorganisationen werden nicht eingetragen.
Die Angaben in der Liste sind rein formell. Angaben zur Finanzierung und Auftraggebern fehlen. Es enthält keine Dokumentation zu welchen parlamentarischen Themen, Gesetzen oder Prozessen in welchem Umfang lobbyistische Aktivitäten ausgeübt werden. Es entstehen weder Pflichten zu einem Berichtswesen darüber noch anderer Art.
Die Angaben der Organisationen werden seitens der Bundestagsverwaltung ungeprüft übernommen. Die Liste bildet insofern nicht das ganze Spektrum des Lobbyismus im Deutschen Bundestag oder in der Bundesrepublik ab und ist nicht mit einem verbindlichen Lobbyregister zu vergleichen. Seit vielen Jahren gibt es Bestrebungen, die Transparenz und Aussagekräftigkeit einer Lobbyliste zu erhöhen. 2017 gab es einen von der NRO abgeordnetenwatch.de vorgeschlagenen Gesetzesentwurf, der mit rund 400.000 Unterschriften breite Unterstützung erfuhr.